# Hjördis
Hjördis eller Gördis är ett kvinnonamn med fornnordiskt ursprung, sammansatt av  hjörr (svärd) och dis (ödesgudinna). Det förekommer i Snorre Sturlassons Edda.
Majoriteten av personerna med namnet Hjördis är födda på 1920-1940-talet, idag är namnet ovanligt bland de yngre.[källa behövs]
Den 31 december 2014 fanns det totalt 4 575 kvinnor folkbokförda i Sverige med namnet Hjördis, varav 2 569 bar det som tilltalsnamn. Motsvarande siffror för varianten Gördis var 365 respektive 215.
Namnsdag i Sverige: 3 februari (sedan 1993, 1986-1992 16 januari). I den finlandssvenska namnsdagslängden har Hjördis namnsdag 11 juni sedan starten 1929, då en egen namnsdagskalender togs i bruk för finlandssvenskar.

## Personer med namnet Hjördis eller Gördis

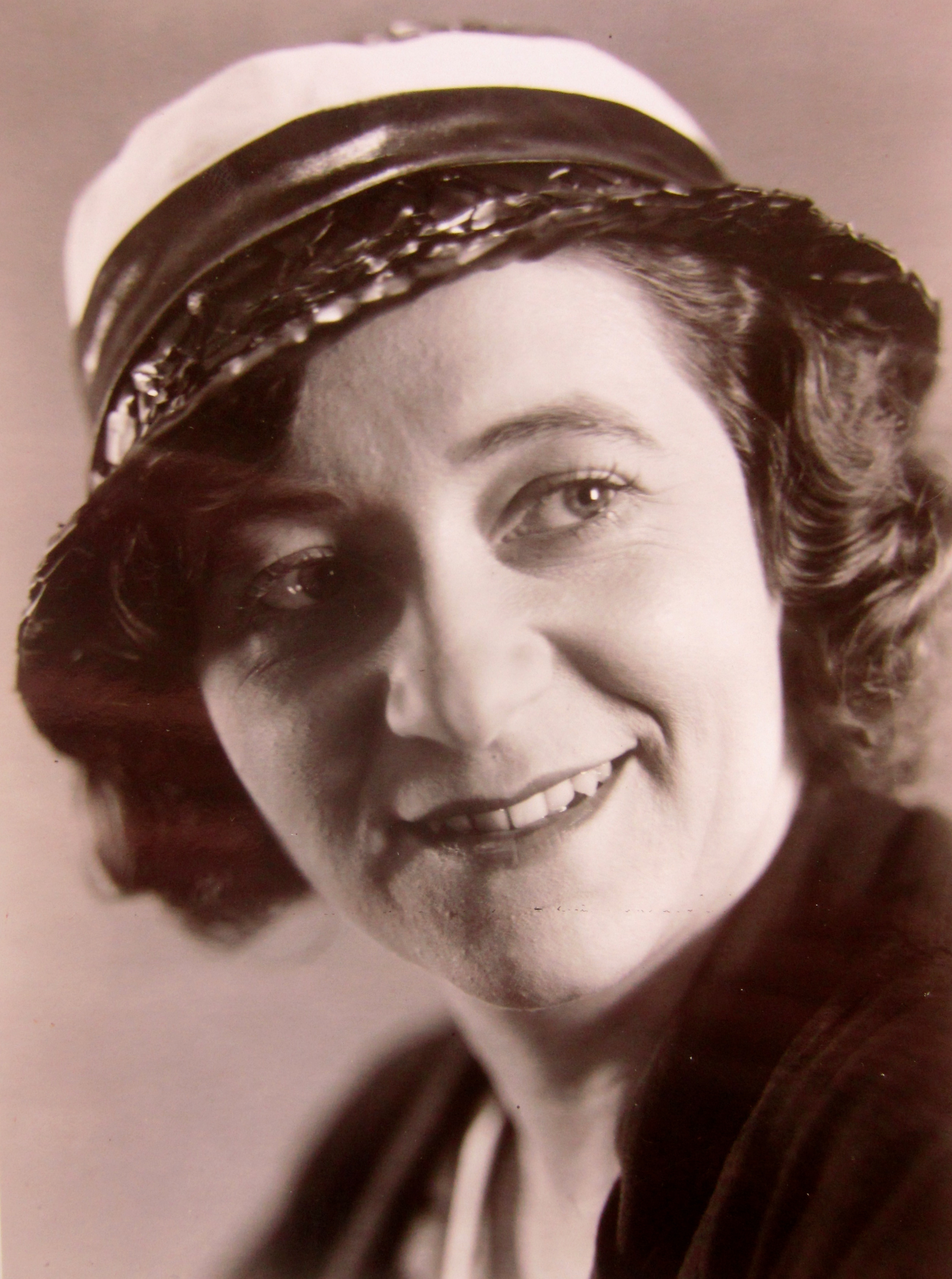
Hjördis Petterson

- Hjørdis Bjarke, norsk skådespelare
- Hjördis Blomgren, svensk friidrottare
- Hjördis Blomqvist, svensk författare
- Hjördis Gille, svensk skådespelerska
- Gördis Hörnlund, svensk politiker (s)
- Hjördis Nordin, svensk gymnast, OS-guld 1952
- Hjördis Nordin-Tengbom, svensk konstnär
- Hjördis Petterson, svensk skådespelare och sångerska
- Hjördis Piuva Andersson, svensk konstnär och författare
- Hjördis Schymberg, svensk hovsångerska
- Hjördis Töpel, svensk simhoppare och simmare
- Hjørdis Varmer, dansk författare
- Hjördis Warin, svensk friidrottare

## Fiktiva
- I TV-serien Solstollarna på 1980-talet var Hjördis gift med den obotlige flickjägaren Gösta.